# Comuna Sîberej, Ripkî
Sîberej (în ucraineană Сибереж) este o comună în raionul Ripkî, regiunea Cernihiv, Ucraina, formată din satele Sîberej (reședința) și Velîki Osneakî.

## Demografie
Componența lingvistică a comunei Sîberej
     Ucraineană (97,6%)
     Rusă (2,27%)
Conform recensământului din 2001, majoritatea populației comunei Sîberej era vorbitoare de ucraineană (97,6%), existând în minoritate și vorbitori de rusă (2,27%).